# Sergej Mindirgasov
Sergej Mindirgasov (ryska: Сергей Николаевич Миндиргасов), född den 14 november 1959, är en sovjetisk fäktare som tog OS-silver i herrarnas lagtävling i sabel i samband med de olympiska fäktningstävlingarna 1988 i Seoul.